# GLAM (產業)
GLAM，是美術館（galleries）、圖書館（libraries）、檔案館（archives）及博物館（museums）組合而成的首字母縮略字，指以幫助大眾獲取知識為宗旨的文化組織。
也有使用過其他的略縮字，例如只包括圖書館、檔案館及博物館的LAM（其中沒有包括美術館，美術館可以視為是博物館的子集合，而且美術館galleries也容易和商業買賣藝術作品的商業畫廊混淆），另外有一種略縮字是GLAMR，加上了文件中心（Records）。一般來說，GLAM是指公眾資助，收集文化遗产的機構。

## 外部連結
- Library, Archive and Museum Collaboration（页面存档备份，存于）, OCLC